# Bernardo del Río
Bernardo del Río (fl. 1650 - Zaragoza, 20 de noviembre de 1655) fue un compositor y maestro de capilla español.

## Vida
Es muy poco lo que se sabe de la vida de Bernardo del Río. Las primeras noticias son de su participación en las oposiciones a la maestría de la Catedral de Toledo en 1650, puesto que no consiguió, al ser nombrado Tomás Micieces. El cabildo pero le agradeció su asistencia durante ese tiempo, «celebrando la octava de Nuestra Señora de Agosto y las demás fiestas que se han ofrecido». En septiembre también cantaron un motete y un villancico de Del Río, lo que habla de su calidad como compositor. El maestro ocupaba en esa época la dirección de la capilla de la Catedral de Astorga.
Todavía procedente de Astorga, del Río se presentó a las oposiciones a maestro de capilla de la Seo en 1655, de las que no se sabe nada más:

El licenciado Bernardo del Río, maestro de capilla de la Iglesia de Astorga, vino a ésta para examinarse al magisterio; el día antecedente se hizo el examen en el coro después  de Vísperas y habiendo hecho relación que es persona muy idónea para el ministerio, quedó admitido y se le señalaron por salario una ración y cien libras sobre las fábricas. Y además de esto se le dieron 50 libras para el viaje que había hecho.
Actas del cabildo de la Catedral de Zaragoza, 13 de febrero de 1655

Es de señalar que del Río cobraría solo 100 escudos, cien menos que el anterior maestro de capilla.
No se le permitió volver a Astorga hasta pasadas las responsabilidades de Cuaresma, cuando el 4 de junio se le dio permiso para ir a recoger sus cosas: «se le da licencia al racionero Bernardo del Río para ir a Astorga para traer su casa».
Hasta la noticia de su muerte no hay más mención de Del Río que la indicada el 8 de octubre en las actas del cabildo: «que vaya músico alguno a fiesta fuera de la Iglesia si no va el Maestro de Capilla.» El 26 de noviembre el cabildo da noticia de su fallecimiento:

[...] a los ejecutores del maestro de capilla se les perdona quince libras y un sueldo que debía el difunto a la administración de las fábricas por tenerlas cobradas sin haberlas ganado [...] y que gane los dobles del mes de diciembre por haber muerto menoscabado de hacienda.
Actas del cabildo de la Catedral de Zaragoza, 26 de noviembre de 1655

Su partida de defunción en La Seo indica:

En 20 de noviembre de 1655 murió Don Bernardo del Río, sacerdote, maestro de capilla de La Seo de Zaragoza; recibió los Santos Sacramentos; se enterró en la iglesia del Señor San Lorenzo; hizo testamento en poder de José de Robres, notario  del número de Zaragoza.  Sus ejecutores, mosén José Jiménez, racionero y organista de dicha Seo, y el racionero mosén Mateo Licer de la Sierra.

## Obra
En La Seo se conservan tres obras suyas:
- No diviertan el llanto, villancico de Navidad, a 8 voces y bajo continuo,[2]
- En el pan que es el pan, villancico al Santísimo, a 8 voces y bajo continuo,
- La nieve se viste de ardores, villancico al Santísimo Sacramento, a 8 voces, arpa y bajo continuo.